# フジケン (漫画)
『フジケン』は、小沢としおによる日本の漫画作品。『週刊少年チャンピオン』（秋田書店）にて1998年27号から2002年31号まで連載された。単行本は全22巻。不良漫画と学園漫画の両面性を持つ。

## 概要
主人公はフジケンこと富士山健作。彼の通う波浜高校とその周りの学校やそれらの生徒などとの交流や喧嘩の有り様を描く。下ネタ・パロディ・芸能界ネタなどが非常に多い。単行本には作者のコラムが書かれていて、作者の趣味がキャラクターや作品に大きく反映されていることがうかがえる。

## あらすじ
波浜高校の1年生である富士山健作（ふじやま けんさく）、通称”フジケン”が親友でイケメンだがブス専の加納豊樹（かのう とよき）、老け顔でパチンコが得意な桜田紋二（さくらだ もんじ）、紋二の親友でオールドヤンキーの秋山優二（あきやま ゆうじ）らと共に泣いて笑って恋に喧嘩に大忙しな高校生活を送っていく。

## 登場人物

### 波浜高校
富士山達が通う男子高校。黒崎や陽南ほどではないが不良は多く、偏差値はあまり高くない。

#### 生徒
富士山 健作（ふじやま けんさく）
本作品の主人公。波浜高校のトップとされていて喧嘩が非常に強いが、見た目は背が低く威厳はあまりない。容姿がぱっとしないせいか、ナンパをしても成功する事は殆どない。母子家庭である。若い女に走った父に捨てられた過去を持ち、それが心の傷になっている。巨乳が大好きで、芸能人では広末涼子やモーニング娘。の飯田圭織のファンである。またかなり物事に影響されやすい性格であり、相田みつを（を模した登場人物）の真似をして、メッセージで商売したほか、『電波少年』で朋友を見てヒッチハイクで旅をした際には「ジミー」と名乗っていた。プラモはガンプラしか作らない主義。
卒業後は成り行きに任せると主張し、10年後は紋二とお笑いコンビ「ジミー&カルロス」を結成して超多忙の売れっ子となっており、冠番組も抱えている。しかし、3000万円のフェラーリを廃車にしたこともある(本人は「マコトがやった」と言い張っている)ほか、紋二とは収録中に何度も喧嘩をしており、そのせいで過去に降板させられたこともあるらしい。また、マコトと結婚して2人の子供に恵まれている。
桜田 紋二（さくらだ もんじ）
富士山と同じ学校に通っている友達。メインキャラの1人。坊主にヒゲで、見た目がオヤジ臭いのが特徴。そのため、パチンコで仲良くなった女性に三十代とだと思われたり、教育実習生に先生と勘違いされたりした。連載当初は富士山に敗れたり、先輩に騙されてボコボコにされたりするなど不幸なキャラだったが、やがて2人で波浜のツートップ的な存在になった。パチンコが得意。富士山に対抗して旅をしたこともあり、その時は「カルロス」と名乗っていた。また、子供っぽい富士山に比べて男らしい部分を備えており、読者からは富士山より人気が高い。ただし作中では富士山同様全くモテない。
卒業して10年後は富士山とお笑いコンビ「ジミー&カルロス」を結成して超多忙の売れっ子となっており、冠番組も抱えている。しかし、競馬に1億円を溶かした補填として大量の仕事を入れていたため、富士山と喧嘩になっていたほか、彼とは何度も喧嘩をしているため、過去に降板させられたこともあるらしい。また、竹下と結婚して自身にそっくりな息子にも恵まれている。彼女によると毎晩のように飲み歩いていたらしいが、子供を授かってからは真っ直ぐ家に帰るようになったとのこと。
加納 豊樹（かのう とよき）
富士山とは小学校時代からの友達であり、富士山が荒くれていて友達がいなかった中学生時代も仲良くしていた。かなりのイケメンで周りからチヤホヤされるが、本人は美的感覚が完全に狂っており、不細工が好きで美人には目もくれない。彼女は幾度となく出来るが、彼女の周りで陰湿なイジメが発生し、いつもフラれてしまう。不良か不良でないかは微妙なところであるが、喧嘩は苦手で、参加するのは嫌いらしい。成績は悪くないが、ひょんなことから一昔前の不良の格好をしたことがキッカケでスカウトされ、モデルとして芸能界入りしてからは学校を休みがちになる。家はそこそこお金持ちであり、かつてはお手伝いを雇っていた。
3年生の途中でフランスでの大きな仕事がきっかけで学校を辞める決意をし、実の両親すら見送りに来なかったが富士山達が見送りに来てくれたことに涙した。波浜の卒業式の日に合わせて帰国し、各校の主要メンバーの集合写真にも写っていた。10年後もモデルとして活躍しており、富士山と紋二の冠番組にもゲスト出演していたほか、CDも出すなど音楽活動も行っている模様。
秋山 優二（あきやま ゆうじ）
最初は紋二とつるんでいて、第1話で富士山・加納と仲良くなる。4人の中ではメインになった話が少なめであるが、真っ先に彼女ができる。ファッションの嗜好が世間と大きくズレており、学ラン・金髪・リーゼントなどのヤンキーを連想させるファッションを格好いいと思っており、それを自分のトレードマークとしている。3人の薦めにより髪を下ろして現代風のファッションにするとなかなかモテたので、顔自体は決して悪くはない。また仁義なき戦いを好み、不良に関する情報が異常に早く回ってくる。三兄弟の長男。
終盤ではトモと喧嘩になって破局の危機を迎え、彼女の父親に厳しい態度を取られたが、富士山達の協力でトモと和解し、彼女にプロポーズした。
卒業後はトモの父親の会社に就職し、一人前となって跡を継げるように頑張っている。なお、波浜時代の同級生の中では唯一芸能界入りしていない。
山栗 正平（やまぐり しょうへい）
亀島から波浜高校に転入してきた生徒。富士山の隣の席が宛がわれたことから関わりを持つようになる。フィクサーの子であり、ゴールドカードを持ち歩くほどの金持ちである。そのため、富士山達に多額の金を貸すようになり、富士山とは奇妙な力関係ができている。名前入りのジャージ姿で登校し、世間知らずで喧嘩も弱い田舎者である一方、サーフィンが得意である・性交の経験がある等の意外な一面も見せる。後に「ミスター波浜トーナメント」に優勝して生徒会長になった。
卒業して10年後は富士山と紋二のお笑いコンビ「ジミー&カルロス」のマネージャーとして活躍しているが、収録時に度々喧嘩をする彼らとそれを良く思わないプロデューサー達との間で板挟みとなっており、気苦労が絶えない。
秋山 勇介（あきやま ゆうすけ）
秋山優二の一歳差の弟三兄弟の二男。優二より背が高い。ファッションセンスは優二と同レベル。喧嘩好きで、自分の知らない所で喧嘩が行われていることに腹を立てる程。モテない上に女友達もいない者同士で、桜田波浜硬派クラブを結成するが、美人の彼女ができたので解散した。なお、新入生たちの発言によると波浜の同世代では実質的なトップらしい。
卒業後は中古車屋の店長になったが、アキとは破局してしまった模様。
須藤 正（すどう ただし）
勇介の同級生。入学時に勇介と喧嘩をするも敗北し、以後は彼や神山と行動すると共に黒崎から助けてくれた富士山達とも関わるようになる。茶髪の長髪で瞳が大きく、そこそこイケメン。後に美容院でイメチェンしたことで富士山と紋二もイメチェンするが、誤って同名の床屋に行ってしまったためヤクザのような髪型になってしまった。彼女持ち。水野の全快祝いがきっかけで黒崎の田口と仲良くなった。
卒業後は大学に進学した後、食品関係の会社に就職した。
神山 ヒロシ（かみやま ヒロシ）
勇介の同級生。片耳にピアスを開けている。入学時に勇介と喧嘩をするも敗北し、以後は彼や須藤と行動すると共に富士山達とも関わるようになる。富士山と紋二から女性を紹介する様に言われて困った末にイケメンの豊樹に相談したが、彼の病気（ブス専）を知らなかったため、富士山達に須藤共々制裁を受けた。顔は良いが酒癖があまりにも悪い（全裸で歌を歌って踊るなど）ため、彼女が出来ない（本人に酔っていた時の記憶はない）。
卒業後は居酒屋の店長になった。
吉田 マサル（よしだ マサル）坂井田 タモツ（さかいだ タモツ）
富士山達の一つ歳下。富士山と紋二に憧れて入学したが、ふとした勘違いから山栗を波浜の裏番と誤解し、彼の舎弟となった。後に山栗の正体を知って彼に愛想を尽かし、富士山の舎弟となるもあまりにも理不尽な扱いから山栗の優しさを思い出し、和解した。
卒業後はマサルは自動車修理工、タモツは製菓工場に就職した。
偽フジケン（にせ フジケン）
勇介のクラスメートで本名は岸田。背格好は富士山に似ているが、顔は不細工。静（しずか）という紋二曰く「茶羽ゴキブリ」似の彼女がいるが、仲はとても良い模様。昔からいじめられており、富士山に憧れて彼の外見を真似たら周りの態度が変わったため、名前を騙って好き放題していたが、本物に見つかってお灸を据えられた。その後はクラスメート達から「2号」と呼ばれ、パシリにはされているもののクラスに上手く溶け込めた。
同時期には他にも偽フジケンが出現し、ナンパしていたところを本物にシメられたが、かなりのイケメンだったためナンパされた女性と遊びに行ってしまった。ミスター波浜トーナメントにも出場したが、1回戦で敗退した。
富士山達の卒業時には自分のアイデンティティが無くなると悩んでいた。なお、卒業後は普通に就職、結婚を経て普通に生活した。
ブランドン
波浜高校新聞部。勇介の同学年で本名は“畑山ブランドン正男”。アメリカ生まれで中学の時に引っ越してきた。「報道の自由」を掲げて富士山達を面白おかしく書いた記事を連発し、彼らに詰め寄られた際は言いくるめるなど口も上手いがヤラセを使う一面もある。
卒業後は東スポに就職し、後にジャーナリスト魂に火がついて中東の紛争地帯に赴き、消息不明になった。
THE ものもらい
波浜の生徒で3人組バンド。リーダーは田代。登場しては暗い歌を歌うため、毎回ブーイングをうけている。
卒業後はプロを目指して上京し、10年後は人気ビジュアル系バンド「ザ・モノモライ」として活躍している。富士山と紋二の冠番組にもゲスト出演していたが富士山にゴシップ(顔を整形したこと)をバラされていた。
杉山 直人（すぎやま なおと）
波浜の新入生で同世代の頭。勇介を飛ばして紋二に挑戦するも完膚なきまでに叩き潰され、自身の息がかかった立会人達も返り討ちに遭った。なお、ヤクザの兄がいるらしく、兄の威光を使って1年を制覇したと思われる。
三島 真一（みしま しんいち）
富士山達が1年生の時の3年生でバイト先（ガソリンスタンド）の先輩。波浜の番長で喧嘩も秋山曰く「鬼みたいに怖い」と評されるほどの実力の持ち主だが、性格は優しく面倒見も良いため周りからは「仏の三島」と呼ばれ、慕われていた。顔もそこそこ良く、女性達からカッコイイと言われていた。幼い頃から両親に代わって育ててくれ、不良だった自分を高校まで行かせてくれた姉に感謝しており、卒業後の就職先も決まって姉にこれ以上苦労をかけないためと退学にならないよう喧嘩も控えていた。印葉に焚き付けられた紋二に喧嘩を売られるも前述の理由から手を出さず、一方的にやられる。その後は後悔しないために印葉と決着をつけるべく、富士山の提案でコスプレをして印葉の溜まり場に殴り込む。結果的には富士山の失言で正体がバレてしまったが、印葉に愛想を尽かした同級生達が庇ってくれたためケリをつけることができ、退学にならずに済んだ。
その後も度々登場し、富士山にローン付きのバイクを貸したが、廃車同然で帰ってきたこともある。卒業後はアケミとの間に子供が出来てしまい、金を作るために会社を辞めてマグロ漁船に乗っていたが、無事に帰って来た後に彼女の父親に直談判して認められ、結婚式を挙げた。その後はガソリンスタンドを継いで妻子と共に幸せに暮らしている。
印葉（いんば）
富士山達が入学すると同時に波浜に転校してきた3年生。過去に警察沙汰の事件を何度も起こしているが、親が権力者で金持ちのため揉み消したらしい。何も無いにも関わらず慕われている三島を憎み、ある理由で喧嘩が出来ない彼に代わって財力で波浜の3年生達を従わせ、近隣の高校の支配を目論む。そのために北商との喧嘩に勝った富士山達に目をつけ、富士山の勧誘は失敗するも紋二を味方につけて彼を三島にけしかけた。しかし、紋二のことは道具としか見なしておらず、それを聞いた紋二に殴り込まれるも多数の取り巻きを使って腕の骨を折った上で病院送りにする。その後は富士山と三島に攻め込まれ、彼らに退学をチラつかせたり金で買収しようとしたことで取り巻き達にも愛想を尽かされ、本人の実力も皆無に等しいため完敗した。事件後は居場所が無くなって転校したとのこと。
矢部（やべ）
波浜の3年生で印葉の取り巻きの1人。富士山と三島に攻め込まれた際に卑怯な手段しかとらない印葉に愛想を尽かし、三島を庇った。

#### 波浜トーナメント出場者
空席となった生徒会会長を決めるトーナメント。賞金30万円でスポンサーは山栗。
田原 宗一郎（たはら そういちろう）
生徒会副会長。かなりの老け顔で本人によると35回留年しているため今年で51歳とのこと。卒業後の進路の加点を狙って「ミスターX」の名前でトーナメントに出場したが、ブランドンには「今の日本で高卒の50代に働き口はなさそう」と呆れられていた。数々の汚い手を使ってトーナメントを制すも倒れて入院。結果的には山栗が生徒会会長になった。
富士山達の卒業時には先述の入院が原因で出席日数が不足してまた留年した。結局3年後に無事卒業し、元同級生と駆け落ちしたことが語られた。
山田 電地男（やまだ でじお）
ゲーム部2年。1回戦で富士山に敗北。
蒲田 梅男（かまた ばいお）
パソコン部部長で3年。会話に(笑)などがつく。2回戦で富士山に敗北。
背賀 正男（せが まさお）
ゲーム部1年。1回戦で敗北。
有田 勝（ありた まさる）
サッカー部部長で3年。チャラチャラした見た目で周りからも「嫌な奴」と思われていたが、実は両親がおらず7つのバイトを掛け持ちして幼い兄妹達を育てている苦学生のため、それを知った生徒達は感動していた。2回戦で勇介と洗面器対決を行って勝利した(兄妹達が上に乗って顔を出せなかった)が、救急車で運ばれて棄権した。兄妹達は怒ると非常に口が悪い。
柔 道男（やわら みちお）
柔道部部長で3年。常に仏のような顔をしているが、少しでも気に食わない相手は容赦なく投げ飛ばすなど怖い一面も。1回戦で紋二に敗北。
野田 球男（のだ たまお）
野球部部長で3年。1回戦で敗北。
場美留 正（ばびる ただし）
アニメ部1年。2回戦で紋二に敗北。

#### 教員
町田（まちだ）
富士山と豊樹の担任。教育実習生の中山に厳しい態度を取ることもあるが、芸能活動で中退した豊樹を「例え辞めても俺の生徒」と主張するなど人情味のある性格。
中山 一（なかやま はじめ）
波浜高校の教育実習生。真面目だが気が弱いため波浜の生徒を怖がっており、彼らの反抗を恐れて金をたかられる、いじめに近いイタズラをされていた。屋上にタバコを吸いに来た紋二を教員と間違えたこともある。金八先生を目指して教師を志したものの気弱な性格から夢を諦めかけていたが、溺れていた子供を助けたことで富士山達に激励され、彼らから色紙をもらって涙した。その後は30年間教師を続けたらしいが、富士山に貸した金は戻ってこなかったとのこと。

### 黒崎工業高校
波浜高校の近くにある不良校。組織的かつ上下関係を重視する風潮のため統制がとれており、一度揉めた相手には徹底的に報復する。また、黒崎の人間が他校の不良と仲良くすることに否定的であり、富士山達と親しくしていた水野に対して内戦が起きたこともあったが、終盤では富士山達や藤堂と草野球に興じる場面もあったので、その点はある程度緩くなった模様。
水野 秀樹 （みずの ひでき）
黒崎の番長。初登場時は2年生の実質的なトップで当時の番長だった島田からも一目置かれており、後に番長となる。本人曰く「番長なんて柄じゃない」「自分たちはヤクザじゃなくて高校生」とのことで下級生の成田達の反抗にも寛容的だったり、富士山など他校の生徒と仲良くしたりするなど組織的だった黒崎を路線変更したため、内部からはわずかに不満の声があるものの多くの生徒に慕われている。
勇介からは「ヤバい」と言われる実力の持ち主で彼を一方的に圧倒し、紋二も追い詰めた。富士山との初戦では不意打ちによる跳び蹴りで気絶させられたが、その後も何度か喧嘩をした後に仲良くなる。陽南の藤堂とは中学からのライバルで実力も互角だが仲は悪くない様子。
イケメンなので、簡単にナンパを成功させる。ファッションには必ず帽子を加え、毎回シルクハットやニット帽などを被って登場する。富士山達との野球対決ではかつてリトルリーグのピッチャーだったことが判明し、終盤まで試合を有利に運んでいたが助っ人の影山にホームランを打たれてしまった。
卒業して10年後には人気デザイナーとして成功して部下も抱えており、優雅な暮らしを送っている。
門口 茂（かどぐち しげる）
水野の同学年で行動を共にすることが多い。富士山に対する禁句（父親が家族を捨てたこと）を言ってしまい、それに激怒した彼から気絶するまで殴られた。
その後も度々登場し、刈谷や島田と共に富士山を襲ったりしたが、彼らが引退した後は頭となった水野を支えている。マーチンが戻って水野が病院送りにされた時は渋々マーチン側についたため、藤堂には「イヌ野郎」と吐き捨てられたが、マーチンが水野を病院送りにした張本人と知った際には激怒し、立ち向かうも一蹴された。酔うと泣き上戸になる。
卒業時には大泣きしており、水野からは「酔っ払いか」とツッコまれていたほか、各校の主要メンバーの集合写真にも写っていた。その後は転職を繰り返した末に建設業に従事した。
成田 亮一（なりた りょういち）
水野達の一つ歳下。中学時代に勇介に敗れたことで田口以外の仲間を失い、顔に大きな傷が残った。しかし、力で無理矢理仲間を従わせていたようで彼らからは反感を買っていた。手始めに富士山と紋二を不意打ちし、須藤と神山をシメた後に勇介と対決する。場数と意地で勇介を追い詰めるも仕返しに来た富士山に敗れたが、どこか吹っ切れたような顔をしていた。
白金東との抗争やマーチンによる内乱でも田口と共に登場し、憎まれ口を叩きながらも黒崎のために動いていたが、マーチンには病院送りにされた。
水野が卒業した後は田口と共に黒崎の実質的な頭となり、卒業後は街から去った。
田口 直樹（たぐち なおき）
成田の相棒。仲間に見捨てられた成田から唯一離れず、彼に付き合う形で富士山達を襲うも紋二に敗れた。
白金東との抗争でも成田と共に登場したが、名前が「直道」に変更されていた。マーチンによる黒崎の内乱でも登場する。酔うと顔に似合わず日本の将来について真剣に語り出す。また、水野の全快祝いがきっかけで須藤と仲良くなった。
水野が卒業した後は成田と共に黒崎の実質的な頭となり、卒業後はクラブDJになった。
町田（まちだ）
水野達の一つ歳上だが留年しているため同学年。金髪のアフロに体格もかなり大柄で、両肩にタトゥーを入れており、通称”マーチン”。過去に黒崎が陽南と本格的に争っていた時に人を殺したらしく(実際はナイフを持った相手と揉み合っていたら刺さってしまった)、それ以来姿を消していたが再び黒崎に舞い戻る。富士山達や藤堂といった他校の生徒と仲良くしている水野に憤りを見せ、彼を襲撃する。「罪を犯した自分が伸し上がるには裏の世界しかない」とし、水野を病院送りにした後は黒崎を支配して反対派の弾圧や陽南狩りに乗り出して藤堂も撃破する。かなり頑丈な身体の持ち主で富士山達の攻撃をまともに食らっても動じず、藤堂に角材で殴られても特にダメージを受けない。富士山と紋二の噂を聞いて波浜で張っていたところに現れた富士山と激闘を繰り広げる。彼とは決着はつかなかったものの病室を抜け出した水野に「お返し」として1発貰い、最後は過去に殺したと思っていた相手が実は死んでいないことを水野から聞いて力尽きた。抗争後は黒崎を退学した。
その後は建設業に従事し、当初はその風貌のせいで職場からは敬遠されていたが、真面目に働いた結果周りにも認められた。その後は建設会社を立ち上げて会社を大きくしていったことが語られた。
加藤（かとう）野田（のだ）
元黒崎の生徒でマーチンの仲間。加藤は金髪の長髪、野田は坊主頭が特徴。1年の時に北商との喧嘩が原因で逮捕されて退学になったとのこと。マーチンと共に水野を襲撃して黒崎を乗っ取る。富士山と紋二の噂を聞いて勇介達を追い詰めていたところに現れた紋二を2人がかりで襲うも彼の並外れたタフさの前に敗れた。2人共マーチンとは固い絆で結ばれている。
その後は建設業に従事し、当初はその風貌のせいで職場からは敬遠されていたが、真面目に働いた結果周りにも認められた。その後はマーチンと共に建設会社を立ち上げて会社を大きくしていったことが語られた。
織田（おだ）金本（かねもと）
水野の同学年で織田がロン毛、金本は金髪。島田の指示で複数人で富士山と紋二を襲撃しようとするも、途中に現れた藤堂に仲間共々敗れた。
刈谷（かりや）
水野達の一つ歳上の3年生。中学時代に荒れていた富士山を複数人でリンチしたが、彼のお礼参りを受けて左腕を折られてからは復讐に燃えている。水野からは「カッコだけ」と舐められている。その後は水野に焚き付けられて門口や1年生数人と富士山を襲うも紋二達の乱入で形勢逆転され、富士山に敗北した後は島田から制裁を受けた。
島田（しまだ）
水野の一つ歳上の3年生で黒崎の頭。校内外から認められる実力者で陽南の生徒数人を瞬く間に倒し、相手の弱点を徹底的に突く非情さも持ち合わせている。体裁を気にする性格なのか富士山達に敗れた刈谷に対して制裁を加えて「黒崎の恥さらし」「波浜や陽南に舐められる」と激怒し、2年生を使って報復を企てる。しかし、2年生達が藤堂に敗れたことで陽南狩りに変更し、藤堂を炙り出すために重い腰を上げて自ら先陣を切り、手負いの藤堂を徹底的に痛めつけた。その後は仇打ちに来た紋二と陽南の木村、加勢に来た勇介を1人で圧倒し、富士山も一度は土下座させたが、執拗な攻撃に怒った富士山と激闘の末に敗れた。

### 陽南工業高校
波浜の近くにある不良校。黒崎とは対照的に実力主義の風潮があり、大小様々な派閥に分かれているため生徒間の統制もほとんどないが、実力のある不良が多く存在している模様。また、文字通り「とにかく強い人間」が番長になるため入れ替わりが激しく、実力さえあれば例え1年生でもトップに立てる。
藤堂 洋介（とうどう ようすけ）
陽南の実質的な番長。初登場時は2年生。1人で騒ぎを次々と起こしていくため、番長になる前は上級生からも手を焼かれており、同学年や後輩からも煙たがられていた。喧嘩に勝つためならスプレーや木片も武器として容赦なく使用し、頭を割られて血だらけになりながらも暴れ回るなど身体も頑丈。紋二とは喧嘩で激闘を繰り広げてから互いを「良い奴」と評するなど仲良くなり、黒崎の水野とは中学からのライバルで実力も互角だが仲は悪くない様子。腕や胸に刺青を入れており、かなりの笑い上戸。
初期は上半身裸やそれに近い格好で行動する場面が多く、喧嘩以外の時も騒がしかったが、富士山達のツッコミに回る時もあるなど次第に常識的な性格になった。
卒業後は23歳で始めたラーメン屋が大繁盛し、10年後にはチェーン店を出している。富士山をはじめとする学生時代の友人達もよく食べに来る模様。
木村 守（きむら まもる）
陽南の生徒で藤堂の後輩。藤堂が富士山に挑戦する際に紋二に伝言を頼んだが、そこに紋二自身が現れる。藤堂の恐ろしさを知らない紋二は勝てないと思っていたが、藤堂を下した彼に驚愕していた。
その後も登場し、黒崎による陽南狩りのターゲットである藤堂を家に匿ったり手負いの彼を庇うなど純粋に慕っており、藤堂も彼を陽南でも数少ない仲間と認識している。また、藤堂の仇打ちのために動いてくれた紋二に感謝し、仲良くなった。
卒業時には藤堂との別れを惜しみ、彼を兄のように慕っていたことを吐露し、藤堂も彼のことを弟のように思っていたことを打ち明けられたほか、各校の主要メンバーの集合写真にも写っている。その後はビックカメラに就職したが、出世はあまり出来なかった模様。
坂井 卓郎（さかい たくろう）
陽南の生徒で紋二の中学時代の同級生。当時はパシリに使われていたようで渾名は「自動販売機」だったが、再会時は舎弟を連れて彼らには「紋二は自分の舎弟で複数人と喧嘩して勝った(紋二によると小学生の下の兄弟を泣かせただけ)」とホラを吹いていた。また、ヒロミという不細工な彼女がいる。陽南であるという理由で紋二に対して威張っていたが、彼にシメられた後に藤堂に泣きつくも軽んじられていた。
下田（しもだ）
陽南の生徒で通称“シモ”。藤堂とも仲が良く、彼を含めたグループが白金東と揉めて敗北したことを聞いた藤堂が驚いていたことや、マーチンには「陽南の下田」と呼ばれるなど外部に名前も広まっていたため、陽南でも実力者の模様。
卒業時にも少しだけ登場し、藤堂と共に打ち上げの店を選んでいた。

### 北商
波浜の近くにある不良校。劇中では「北商」と呼ばれていたため正式な名前は不明。薬物、強盗、婦女暴行などが当たり前らしく、無法者の集まりとされている。
立木（たちき）
北商の番長でスキンヘッド。大柄な体格で力も強く、紋二に殴られても「まあまあだな」と受け流し、ほぼ一方的に追い詰めるほどの実力の持ち主。冷酷非情な性格で仲間にも制裁を加え、怒らせると手がつけられないほど凶暴化する。富士山と戦った際にお気に入りのヒョウ柄のシャツが破れ、彼らから「原始人」と馬鹿にされたことで激怒し、富士山を追い詰めるも敗北した。
富士山に負けてからは落ち目のようで、ヒデカズにも敗北している。卒業後はヤクザになったらしく、富士山達に受けた屈辱を晴らそうと後輩達を使って追い詰め、助っ人のヤクザに協力を仰いだがそのヤクザはトモの兄だったため、過去の悪行をバラされて彼に返り討ちに遭った。その後は街から姿を消したとのこと。
シンジ
北商の生徒。親族がビルの地下に店を持っているらしく、現在は使われていないために北商の溜まり場になっている。なお、自身はパシリに使われるなど立場はあまり高くない模様。服が破れた立木に笑った富士山達に釣られて笑ってしまい、立木から制裁を受けた。
氷室 ヒデカズ（ひむろ）
北商の転入生でマコトの義兄。過去にマコトを強姦しようとした父親を刺して少年院に入っていたようで、立木を武器で気絶するまで痛めつけたり、入院している実の父親の居場所を突き止めて更なる報復を加えたりするなど凶暴な性格。また、凶器の使用や不意打ちが多いがフットワークや相手の攻撃を見切ることに長けるなど実力も高い。マコトに対して過剰なまでの独占欲と歪んだ感情を抱いており、彼女に近づく者は誰であろうと容赦せず、富士山達に凶器を使ったりバイクで撥ね飛ばすなどした。その後はマコトと対決していたところに乗り込んできた紋二と戦い、攻撃を見切った上にナイフで刺して追い詰めるも遅れてやってきた富士山と戦う。その際に自分の生い立ちと父親の再婚相手の連れ子だったマコトを「たった1人の家族」と認識していたことを打ち明けたが、彼女に対してずっと過去を引きずっている姿勢に怒った富士山に敗北した。その後は富士山達の前から姿を消し、過去を吹っ切れたような表情を見せてどこかへ去って行った。
終盤で再び登場し、現在は働いて恋人もいることを富士山に明かして和解した。マコトとは交流を控えているものの、彼女のことは「たった1人の家族」として大切に思っており、義妹を富士山に託した。

### 白金東高校
波浜や黒崎、陽南とは離れた場所にある有名な不良校。影山が1年生の時に頭になってからは彼と5人の幹部で組織化され、付近の高校一帯を傘下にした後に波浜なども支配しようと動き出す。
影山 元秀（かげやま もとひで）
白金東高校の絶対的な番長。1年生時に白金東を手中に収めたほど喧嘩が異常に強く、一時は六校を傘下に置いたというカリスマ性も兼ね備える。富士山と戦った時はチョークスリーパーで負けるものの、その前に富士山は一度気絶しているため、実力的にはほぼ同格とされる。
失業した父親がノイローゼになって家に火をつけ、両親と妹（みゆき）を失ってしまった過去を持ち、家族の悪口を言われると激怒する。なお、傘下にした高校から上納金を集めていた理由は家族の墓を購入するためであったようだが、富士山には「そんな金で墓を買われても家族は浮かばれない」と一蹴された。
口数が少なくまた極度なムッツリスケベで、近所でエロ本やAVを買うことが出来ないため、遠くまで買いに行ってはその度に富士山に発見される。野球も得意でリトルリーグでピッチャーだった水野から簡単にホームランを打つ。抗争後は富士山達とそれなりに仲良くなり、卒業時の各校の主要メンバーの写真にも写っている。
卒業後はヤクザとなって大手組織の系列の組の若頭に就任しており、富士山と紋二の冠番組を楽しそうに見ていた。
花田 攻一（はなだ こういち）
白金東の幹部。顔にそばかすと切り傷がある。武闘派な性格で陽南の生徒の鼻を容赦なく折る。紋二に引いた沢田に怒り、報復の命令を出す。その後は富士山達に月50万円の上納金を課すが、富士山に手も足も出ずに完敗した。
北村 切人（きたむら きりひと）
白金東の幹部。顔のピアスとモヒカンが特徴。「徹底的に相手を潰す」ことがモットーで、校内でも危険な性格の持ち主として恐れられている。学校に乗り込んできた藤堂と激闘を繰り広げるも富士山と影山が喧嘩を始めたことで決着はつかなかった。その際に影山の家族のことを話し「自分の両親も焼け死んで欲しい」と笑いながら語ったため、藤堂には引かれていた。影山の敗北後は富士山を武器で襲おうとするも堀川に制止された。
世良 和正（せら かずまさ）
白金東の幹部で眉がないため、水野にはツッコまれていた。学校に乗り込んできた水野と紙一重の攻防を交わし続けていたが、影山と富士山が喧嘩を始めたことで決着はつかなかった。富士山達が「ヤンキー校巡り」と称して白金東に遊びにきた時にも登場した。
堀川 雅紀（ほりかわ まさき）
白金東の幹部で坊主頭。学校に乗り込んできた紋二と殴り合うも富士山と影山が喧嘩を始めたことで決着はつかなかった。影山が敗北した後は武器で富士山を襲おうとする北村を咎め、白金東の敗北を認めた。後日、1人で乗り込んできた富士山を囲うも影山は彼を見逃したため、特に動きは無かった。富士山達が「ヤンキー校巡り」と称して白金東に遊びに来た時は新入生の頭を選んでいた。
佐藤 利秀（さとう としひで）
白金東の幹部。ニット帽を被っている。陽南狩りをしていたところに黒崎の成田と田口が乱入したため一度退いたが後に彼らを襲撃し、成田と激闘を繰り広げるも敗北した。
正木 一尚（まさき かずひさ）
白金東の1年生。同学年で次期幹部候補の沢田を下し、紋二を狙って独断で波浜狩りを始める。柔道をやっていたらしく「俺はただのケンカ屋じゃない」が口癖。秋山兄弟を圧倒的な実力で下したが、紋二には完敗した。
沢田（さわだ）
白金東の1年生。陽南の木村を狩っていたところを紋二に撃退される。次期幹部候補だったらしいが、正木に敗北し、それ以降は彼の下についた。
木田（きだ）
白金東の新入生。堀川曰く「力もセンスも申し分ない」とのことで紋二も彼のことを「強そう」と評していた。同世代の頭に決まったが、富士山達と邂逅した影山が（基本的にふざけている富士山たちによって自身の寡黙なイメージが崩れることを恐れて）逃げ出したことに困惑していた。
井上（いのうえ）
影山が1年生の時の3年生。薬物中毒で凶暴な性格だったらしく、不良校の白金東でも恐れられていたが影山に完敗した模様。

### 三浦女子高校
トモやマコトが通う女子校。
花丸 トモ（はなまる トモ）
加納が「可愛い」と言って富士山たちに紹介したブスの内の1人。初期は富士山を狙っていたが後に秋山の彼女になる。バスト102cmのGカップの巨乳を生かした性的アピールを得意とするが、顔や過激すぎるアピール（貝殻ビキニや裸エプロンなど）のせいで引かれてしまうことも多い。社長の娘であり、小遣いは月50万円。子持ちのヤクザの兄がいる。食欲も凄まじく、地元の店の大食い記録を総ナメにしている。マコト曰く「世話好きな性格」で彼氏を欲しがる友人のために度々合コンを開いて自身は盛り上げ役に徹している。終盤ではそれが原因で秋山と喧嘩になって姿をくらましていたが捜しにきた彼と仲直りし、秋山のプロポーズを承諾した。
10年後は秋山と結婚し、彼との間に2人の子供に恵まれた。息子は夫に似ており、娘は自身に似ている。
岬 真琴（みさき まこと）
劇中では「マコト」と呼ばれる。富士山らにブス呼ばわり言われた事に腹を立てたトモ達から、富士山を殴って欲しいと依頼され、喧嘩をふっかけるが敗北。富士山からは「並の男じゃ歯が立たない」と言われるほど喧嘩が強い。「かわいい」「いい女」「美少女」といわれ、よくナンパされるほどの容姿だが、格好によっては男っぽいので富士山達にも最初は男だと思われていた。格好だけでなく感性や内面も男っぽく、洒落たレストランより牛丼やポテチといった食べ物を好み、料理の腕前はトモや富士山がトイレに駆け込む始末。バスト88cmのEカップだが、トモと違いアピールに積極的ではない。人と交流するのは苦手だったが、富士山達と仲良くなるにつれ改善していき、北商の一件から富士山を意識するようになる。複雑な家庭環境の下で育ち、トモの家から援助を受けながら一人暮らしをしている。他人にも関わらず高校に通わせてくれ、実の娘同然に可愛がってくれたトモの両親には感謝しており、卒業時には涙していた。
10年後は富士山と結婚し、2人の子供に恵まれた。娘の顔立ちは自身に似ているが性格は夫に似ており、息子は外見が夫にそっくり。なお、トモの家とも変わらずに交流を続けている。
川口 ヒカル（かわぐち ヒカル）
三浦女子の1年生でポニーテールの美人。好みのタイプが「強い人間」のため、辺り一帯で最強と目されている富士山にアプローチを仕掛けてマコトと対立する。バスト90cmのEカップでスタイルも良く、格闘家だった父親との稽古の賜物で「男に負けたことがない」と称するなど腕っ節も強い。富士山を巡って(彼はとても嬉しそうだった)マコトと対決するも敗北した。その後はマコトに好意を抱いて「妹にしてください」と追い回していた。
マコト達の卒業式でも彼女と号泣していたため、トモからは「宝塚か」と呆れられていた。

### 親族や関係者
富士山 幸代（ふじやま さちよ）
健作の母親で居酒屋「酒処 富士山」を経営している。夫が若い女性と家庭を捨てた後は女手一つで息子を育てている。見た目が若く美人。マコトを連れてきた息子に対して問題を起こさないよう忠告したり狼狽える一面もあるが、息子の友達にご飯を御馳走するなど優しい性格。風邪をひいて寝込んでしまった時に健作、紋二、マコトがそれぞれ作った見た目が最悪な料理も愚痴ひとつ言わずに食べたが、マコトの鍋には耐えられなかった模様。紋二からは度々「幸代さん」と下の名前で呼ばれている。
まゆみ
小学校時代の豊樹の家の家政婦で得意料理はカレーライス。顔は不細工だが、親が多忙で寂しい思いをしている豊樹のために一発ギャグやドリフの歌を教えたらしく、富士山に対してもご飯を作ったり彼らが遭難した際は、雨の中泥だらけになりながらも探しに行くなど優しい性格。後に家庭の事情で実家に帰ることになり、豊樹と富士山に別れを告げて帰っていった。
トモの両親（仮称）
両親共々娘に顔が似ており、特に父親は富士山と紋二に「クローン」と言われるほどそっくりで毛深い。父親は全国規模の花丸観光会社の社長であり、パチンコ屋の経営も手掛けている。娘に大量の小遣いを渡すなど溺愛している。家庭環境が複雑なマコトに対し、彼女の生活を助けるために雇って会社の寮に住まわせ、実の娘同然に可愛がっているなど彼女には感謝されている。父親は秋山のことを良く思っておらず、終盤では彼との喧嘩で娘が行方をくらましたことに取り乱し、秋山に厳しい態度を取っていたが、富士山達の協力と彼の誠実さを認めて娘を託した。10年後はマコトのほか竹下とも交流を深めており、2人と娘の子供達に10万円ずつあげようとするなど孫達を溺愛する祖父母となっている。
花丸 ヒロシ（はなまる ひろし）
トモの兄でヤクザ。親分の娘を孕ませてしまったために実家から勘当されていたが、現在は親分の養子となって頑張っており、実家の家族とも和解した。富士山と秋山にトモの浮気相手と誤解されて殴られるもすぐに誤解は解け、秋山を気に入った。また、マコトには「ヒロ兄」と慕われており、彼もマコトを可愛がっていたようである。子供(トモの甥っ子)の名前は「竜一」。
後に親分の跡を継いで組長にまで出世したことが語られた。
秋山 勇三（あきやま ゆうぞう）
秋山と勇介の弟で三兄弟の末っ子。歳が近い上の兄2人とは異なり、まだ幼い。
竹下 直美（たけした なおみ）
紋二の中学生時代の同級生で、「ブス美」と呼ばれイジメを受けていたが、同じく人間関係が上手く行っていない紋二とは仲が良かった。高校生になって紋二と再会した時にはブスでは無くなっていた。単行本の一部では「竹内」と誤植されている。とある事情でアメリカに飛ぶが、帰国し桜田と三度再会を果たす。
10年後は紋二との間に子供も授かり、子供は夫にそっくり。トモの家とも交流を深めている。
影山 みゆき（かげやま みゆき）
影山の妹。幼い頃に失業の末にノイローゼとなった父親が家に火をつけたため、両親共々亡くなった。この出来事は影山の心に深い傷を与え、無敗で冷酷非情な白金東の絶対的な番長にまで変貌させたが、富士山との激闘の末に幻影として現れ、兄を優しく諭した後に消えていった。
アキ
桜東高校の生徒で、勇介と通学の電車が同じだったことから彼に想いを寄せられていた女性。ギャルっぽく容姿端麗。ヤンキーファッションでラブレターを渡した勇介を「時代遅れ」と馬鹿にして相手にしていなかったが、衰弱した野良猫を引き取って育てているなど優しい性格の持ち主のため、勇介は馬鹿にされても想いを寄せていた。彼氏に借金の代わりとしてヤクザに売られてしまうも勇介達に助けられたことで彼に惚れ、ヤンキーファッションを「近くで見ると意外とカッコいい」と褒めて付き合うようになった。
卒業後もしばらく勇介と付き合っていたようだが、破局してしまった模様。
アケミ
富士山と紋二がバイトしたゲルググ石油を父親に代わって営んでいる女性。美人だが気が強い。三島との間に子供が出来ており、彼がマグロ漁船から帰ってきたタイミングで結婚した。その後は無事に子供を出産し、夫と幸せに過ごしている。

### 旅先で出会った人物
電波少年に影響されて旅に出た富士山と紋二が行く先で出会った人達。
風間（かざま）
玉木高校の頭だが喧嘩は弱い。ジャージが特徴。フクロにされながらも矢井田高校による上納金の催促にも応じず、耐えていたところに富士山と紋二に出会う。花田達と戦う富士山達を見て他校の生徒に声を掛け、自身も参戦するもあっさりと返り討ちに遭い、自分の弱さに気づいてしまった。
その後は花田とも和解して富士山達の街に訪れたこともある。卒業後は花田の家の会社に就職し、一生を彼の下で過ごしたことが語られた。
下田（しもだ）
玉木高校の生徒。矢井田高校にリンチされていたところを富士山に助けられ、彼を家に泊めるようになったが、パシリに使われた挙句に花田に捕まったため、「富士山達のせいで事態が余計に悪化した」と激怒したが、抗争後は和解した。外見も内面もそっくりな母親がおり、彼女を「ママ」と呼んでいる。
その後は花田とも和解して富士山達の街に訪れたこともある。卒業後は花田の家の会社に就職し、一生を彼の下で過ごしたことが語られた。
花田（はなだ）
地元でも1番の不良校・矢井田高校の頭。親が地元の権力者のため、普段から周りの人間に威張って他校から上納金も巻き上げており、警察ですら彼に手出しできない。通販で武器を買い、他人に試し打ちすることが趣味。高校生だが外車を所有しており、運転もしている。肥満体型のため腹が異常に打たれ強く、富士山と紋二に殴られても動じなかったが、体型を指摘されると激怒する。また、意外と身軽で掌底の威力は絶大だが、攻撃の合間に武術っぽい構えをするのが癖のため、富士山達にその隙を突かれて反撃された。ダメージを受けると癇癪を起こして敵味方問わず暴れ回り（富士山達曰く「小学生」）、模造刀を振り回したが富士山達に敗北した。喧嘩の後は彼らに沖縄までの足代わりとして使われるも誤って青森まで行ってしまったらしく、道中で散々奢らされたとのこと。
その後は改心して風間達とも仲良くなり、停学の期間を利用して彼らと共に富士山達の街を訪れたが、凶暴な男達（水野、藤堂、影山）に道を聞こうとしたが（かなり横柄な態度だったため）返り討ちに遭い、下着姿で放置されていた。
卒業後は父親の跡を継いで社長となり、風間と下田を雇っている。
ヒロシ
矢井田高校の生徒。そばかすが特徴。下田をリンチしていたところに現れた富士山に一蹴された。
梶（かじ）
矢井田高校の生徒。面長な顔と刈り上げが特徴。レストランで食事をしていた風間と下田を襲うも富士山に返り討ちに遭った。
金本（かねもと）
矢井田高校の生徒。髭にサングラスといった格好のために老け顔。下田を囲っていたところに現れた紋二に完敗した。

### その他
斉藤 エリカ（さいとう）
富士山と豊樹の中学時代の同級生。雑誌に載るほどの美人でかつて豊樹に告白して振られている。雑誌に載った後に豊樹と再会し、再び告白するも振られたことで彼を逆恨みし、取り巻きの男達に豊樹を襲わせる。富士山のことは何とも思ってなかったが、彼から豊樹の病気（ブス専）を聞かされたことで反省し、富士山に計画を白状した上で豊樹を助けるように懇願した。事件後はぞんざいな扱いをしながらも自分の頼みを聞いてくれた富士山に惚れたようで、波浜の校門で待っていたが彼が現れることはなかった。
村井 夕子（むらい ゆうこ）
紋二がパチンコを打っていた際に隣で打っていた女性。中々当たりが出ないことに怒っていたが、彼のアドバイスで大勝ちした。それがきっかけで食事や弁当を作るなど紋二と仲を深めていたが、彼のことは30歳ぐらいだと思っていたらしく、高校生だと知った時は一目散に逃げていった。
相田 しげみ（あいだ しげみ）
マコトとトモの中学時代の同級生。性格が悪く「トモが身体を売ってる」と言う嘘を流したが、マコトに制裁として鼻を折られた模様。彼女らと再会した際に取り巻きの男を使って復讐しようとしたが、ヤクザヘアーになっていた富士山と紋二に恐れをなして逃げていった。
宝来軒の主人（仮称）
富士山達がよく通う中華料理屋の店主。中華服に長髪、長い髭といった格好。富士山達がよく餃子の大食いで記録を更新し続けるため、彼らに対して「商売にならない」とこぼしている。ジャッキー・チェンにそっくりな弟子がおり、その弟子の店の開店記念で大食いをやることを富士山達に伝えたが、そこで食べた者は全員食中毒で搬送された。
三上 リサ（みかみ りさ）
豊樹のモデル仲間で彼らと合コンした女性の1人。当時トモにぞんざいに扱われていた秋山に近づいて頻繁に会っていたが、実際は時代遅れのヤンキーである秋山をからかうために近づいた。2人でいるところに乗り込んできたトモに対して「ブタ」と言い放ち、秋山の悪口も言ったが、彼女に反論されて去って行った。
岡崎（おかざき）
アキの彼氏で通称「ヨシ君」。色黒でチャラチャラしており、アキ以外にも複数の女性と付き合っていた。ヤクザから借金をして追い込みをかけられ、借金の代わりとしてアキを売ったが、それを聞いた勇介に気絶するまで殴られた。
昇子（しょうこ）
富士山達が肝試しに行った廃墟に取り憑いている美人の幽霊。婚約していたが病気で亡くなってしまったらしく、お札を剥がした紋二に取り憑いてあの世に連れて行こうとするも竹下が渡したネックレスと彼の「今は会えないが遠くから想っている」という言葉を聞き、紋二の言葉を受け止めて成仏した。なお、紋二以外には彼女の姿が見えなかったが、ブランドンが撮った写真に写っていた。
おつね（おつね）
山栗の故郷の彼女。美人だが田舎臭く、都会に対する免疫もないため都会に染まっていた山栗についていけず、故郷に帰ろうとしたがスカウトされてモデルになった。
みのもんた
作者のお気に入りのタレントであり、度々彼のパロディやパロディキャラが登場している。「奥さん!」「お嬢さん!」もよく使われる。

## 書誌情報
- 小沢としお『フジケン』秋田書店〈少年チャンピオンコミックス〉、全22巻[1]
  1. 1998年10月1日発売[2]、ISBN 4-253-04823-4
  2. 1998年12月4日発売[3]、ISBN 4-253-04824-2
  3. 1999年2月26日発売[4]、ISBN 4-253-04825-0
  4. 1999年4月8日発売[5]、ISBN 4-253-04903-6
  5. 1999年6月18日発売[6]、ISBN 4-253-04904-4
  6. 1999年9月2日発売[7]、ISBN 4-253-04925-7
  7. 1999年11月25日発売[8]、ISBN 4-253-04926-5
  8. 2000年1月20日発売[9]、ISBN 4-253-04927-3
  9. 2000年3月23日発売[10]、ISBN 4-253-05701-2
  10. 2000年5月25日発売[11]、ISBN 4-253-05702-0
  11. 2000年8月10日発売[12]、ISBN 4-253-05703-9
  12. 2000年10月5日発売[13]、ISBN 4-253-05704-7
  13. 2000年12月21日発売[14]、ISBN 4-253-05707-1
  14. 2001年2月22日発売[15]、ISBN 4-253-05708-X
  15. 2001年5月24日発売[16]、ISBN 4-253-05709-8
  16. 2001年7月12日発売[17]、ISBN 4-253-05710-1
  17. 2001年9月13日発売[18]、ISBN 4-253-05995-3
  18. 2001年12月20日発売[19]、ISBN 4-253-05996-1
  19. 2002年2月14日発売[20]、ISBN 4-253-05997-X
  20. 2002年4月18日発売[21]、ISBN 4-253-05998-8
  21. 2002年6月27日発売[22]、ISBN 4-253-05999-6
  22. 2002年9月12日発売[23]、ISBN 4-253-06000-5